# Karel Klimt
Karel Klimt (3. října 1913 Praha – 16. října 1940 Oosterwolde) byl český palubní radiotelegrafista a střelec 311. československé bombardovací perutě a oběť druhé světové války.

## Život

### Před druhou světovou válkou
Karel Klimt se narodil 3. října 1913 v Praze. Před druhou světovou válkou pracoval jako radiotelegrafista u Československých aerolinií na lince Praha - Užhorod. Žil v pražské Vinoři.

### Druhá světová válka
Po německé okupaci opustil Karel Klimt v noci z 1. na 2. srpna 1939 ilegálně Protektorát Čechy a Morava a přes Polsko odešel do Francie. Zde byl 2. října 1939 v Paříži prezentován u vznikající Československé armády v zahraničí. Po pádu Francie v červnu 1940 se evakuoval do Spojeného království. Zde byl přijat do Royal Air Force a po výcviku zařazen k 311. československé bombardovací peruti jako palubní radiotelegrafista a střelec. Prvního operačního letu se zúčastnil 21. září 1940 a to na německé invazní síly v Calais. Dne 16. října 1940 byl jeho letoun Vickers Wellington Mk.IC L7844 KX-T pod velením Bohumila Landy při návratu z bombardování Brém sestřelen nočním stíhačem Ludwigem Beckerem, pro kterého to byl první sestřel z celkových čtyřiceti šesti, a který vyšel ze souboje s lehkým zraněním způsobeným zadním střelcem bombardéru. Stroj se zřítil u Oosterwolde v Nizozemsku, kromě Karla Klimta zahynul i kapitán letadla Bohumil Landa, navigátor Hubert Jarošek a přední střelec Otto Jirsák. Na padáku se zachránil druhý pilot Emanuel Novotný a zadní střelec Augustin Šesták. Zahynuvší letci byli pohřbeni na hřbitově u obce Oosterwolde v Nizozemské provincii Gelderland. Dosáhl hodnosti četaře.

## Posmrtná ocenění
- V roce 1946 byly Karlu Klimtovi in memoriam uděleny Československá medaile Za chrabrost před nepřítelem a Československý válečný kříž 1939
- Karel Klimt byl v roce 1947 in memoriam povýšen do hodnosti štábního rotmistra a v roce 1991 do hodnosti podplukovníka